# Хромит меди(II)
Хромит меди(II) — неорганическое соединение,
соль меди и слабой несуществующей хромистой кислоты с формулой Cu(CrO2)2,
серо-чёрные кристаллы,
не растворяется в воде.

## Получение
- Спекание оксидов меди и хрома:

{\displaystyle {\mathsf {CuO+Cr_{2}O_{3}\ {\xrightarrow {T}}\ Cu(CrO_{2})_{2}}}}

## Физические свойства
Хромит меди(II) образует серо-чёрные кристаллы
тетрагональной сингонии,
пространственная группа I 41/amd,
параметры ячейки a = 0,6031 нм, c = 0,7781 нм, Z = 4.
Не растворяется в воде.

## Применение
- Катализатор окисления монооксида углерода.